# Ronde de Bordeaux
 'Ronde de Bordeaux' es un cultivar de higuera Ficus carica unífera (con una sola cosecha por temporada, los higos de otoño), con higos de epidermis con color de fondo negro azulado con sobre color violeta rojizo. Se cultiva principalmente en Nueva Aquitania, la costa atlántica francesa y la Provenza.

## Sinonimia
- „Noire de Bordeaux“,
- „Figue de Bordeaux“,
- „Précoce de Barcelone“,
- „Early Round of Bordeaux“,
- „Black of Bordeaux“.

## Características
La higuera Ronde de Bordeaux produce un pequeño higo con fina piel color de fondo negro azulado con sobre color violeta rojizo y carne roja dulce,
variedad temprana, uno de los primeros higos de otoño, finales de julio-principios de agosto a octubre.
Esta variedad es autofértil y no necesita otras higueras para ser polinizada.
'Ronde de Bordeaux' es una higuera unífera; produciendo solo una vez en el año.

## Cultivo
Higuera vigorosa con un desarrollo importante y productivo, bien presente en el suroeste de Francia pero se puede cultivar en todas las regiones francesas no montañosas para cualquier uso: secado fácil, mermelada, consomé fresco, a veces utilizado para la alimentación de gansos.
La variedad es muy resistente al frío y también se cultiva en Alemania en regiones más cálidas en los huertos familiares dentro de áreas edificadas.
La higuera crece bien en suelos secos, fértiles y ligeramente calcáreos, en regiones cálidas y soleadas. La higuera no es muy exigente y se adapta a cualquier tipo de suelo, pero su crecimiento es óptimo en suelos livianos, más bien arenosos, profundos y fértiles. Aunque prefiere los suelos  calcáreos, se adapta muy bien en suelos ácidos. Teme el exceso de humedad y la falta de agua. En estos 2 casos, se producirá el amarilleamiento de las hojas.
La higuera necesita sol y calor. Es un árbol muy resistente al frío.